# Vlag van Ammerzoden

Vlag van de gemeente Ammerzoden (1953-1999)

Vlag van Ammerzoden (1938-1953)

De vlag van Ammerzoden was van 12 maart 1953 tot 1 januari 1999 de gemeentelijke vlag van de voormalige Gelderse gemeente Ammerzoden. De vlag kwam in 1999 te vervallen als gemeentelijke vlag toen de gemeente Ammerzoden opnieuw opgenomen werd in gemeente Maasdriel.

## Beschrijving
De vlag wordt als volgt beschreven:
een witte vlag, voorzien van twee smalle horizontale rode banen, elk ter hoogte van 1/8 deel van de totale hoogte van de vlag, zodat ieder der drie resterende witte banen een hoogte van 1/4 deel van de vlag verkrijgt.

## Geschiedenis
Tijdens het defilé in Amsterdam ter gelegenheid van het veertigjarig regeringsjubileum van koningin Wilhelmina op 6 september 1938 trokken jonge afgevaardigden van iedere Nederlandse gemeente langs de vorstin. Iedere delegatie werd voorafgegaan door een drager met een gemeentevlag. Het feit dat het merendeel van de gemeenten in Nederland op dat moment geen eigen vlag had, bracht de organisatie van het defilé ertoe de ontbrekende vlaggen zelf te ontwerpen. Dit werd een vierkante defileervlag met de kleuren van de betreffende provincievlag met daarop in het kanton een afbeelding van het gemeentewapen. Voor Gelderland was de basis een vlag met twee gelijke horizontale banen in de kleuren geel en blauw. Het gemeentebestuur van Ammerzoden besloot een eigen vlag te ontwerpen op basis van deze kleuren en het eigen gemeentewapen. Het resultaat was een vlag met drie banen in lichtgeel, wit en lichtblauw met op de middelste baan het gemeentewapenschild. In 1953 wilde het toenmalige gemeentebestuur de vlag officieel vaststellen. De Hoge Raad van Adel keurde het voorstel echter af en er werd een nieuwe vlag ontworpen. De vlag stelt een sterk vereenvoudigde vorm van het gemeentewapen voor.

## Verwante afbeeldingen

Wapen van Ammerzoden

Ammerzoden 
· Angerlo 
· Batenburg 
· Beesd 
· Bemmel 
· Bergh 
· Bergharen 
· Beusichem 
· Borculo 
· Brakel 
· Didam 
· Dinxperlo 
· Dodewaard 
· Dreumel 
· Echteld 
· Eibergen 
· Elst 
· Ewijk 
· Geldermalsen 
· Gendringen 
· Gendt 
· Gorssel 
· Groenlo 
· Groesbeek 
· Hedel 
· Heerewaarden 
· Hemmen 
· Hengelo 
· Herwen en Aerdt 
· Heteren 
· Heukelum 
· Hoevelaken 
· Horssen 
· Huissen 
· Hummelo en Keppel 
· Hurwenen 
· Kerkwijk 
· Kesteren 
· Laren 
· Lichtenvoorde 
· Lienden 
· Lingewaal 
· Maurik 
· Millingen aan de Rijn 
· Neede 
· Neerijnen 
· Overasselt 
· Rijnwaarden 
· Rossum 
· Ruurlo 
· Steenderen 
· Ubbergen 
· Valburg 
· Vorden 
· Wadenoijen 
· Wamel 
· Warnsveld 
· Wehl 
· Wisch 
· Zelhem 
· Zoelen